# Indialantic
Indialantic város az USA Florida államában, Brevard megyében. Lakosainak száma 3010 fő (2020. április 1.).

## Népesség
A település népességének változása:

| 2010 | 2 720 |
| 2020 | 3 010 |